# Over Wyresdale
Over Wyresdale is een civil parish in het bestuurlijke gebied Lancaster, in het Engelse graafschap Lancashire met 316 inwoners.